# Heinkel HeS 50
L'Heinkel HeS 50 (sigla derivata da "Heinkel Strahltriebwerk"-Heinkel motore a getto) fu una famiglia di motoreattori concepiti da Adolf Müller in Germania verso la fine degli anni trenta.

## Storia del progetto
Lo studio di soluzioni in grado di migliorare l'efficienza delle eliche alle alte velocità di volo e per lunghe tratte portò Müller ad ideare un'unità propulsiva dotata di una ventola intubata mossa da un motore a pistoni ("MotorenLuftstrahl", in tedesco motore [a pistoni] a getto). Il vantaggio di una tale configurazione rispetto ad un turbogetto consisteva nel non dover installare un compressore (componente assai critico nella progettazione) e nel suo basso consumo specifico.
Con l'arrivo di Müller alla Heinkel iniziò lo sviluppo di una prima unità ML (la HeS 50d) dotata di un motore Diesel che, pur premiato da un basso consumo specifico, era penalizzato dal peso e dal basso numero di giri. Per questo tipo di applicazione, infatti, un motore due tempi sarebbe stato più indicato, ma al tempo la Hirth non era ancora sotto il controllo della Heinkel e lo sviluppo di un motore ad hoc esulava dalle competenze dell'azienda.
Un modello successivo (l'HeS 50z) prevedeva invece l'impiego di un motore a due tempi, mentre con le dimissioni di Müller nel maggio del 1942 fu posto fine anche allo sviluppo dell'ultima versione allo studio (l'HeS 60).

## Tecnica
Il primo prototipo dell'HeS 50 era basato sull'impiego di un motore Diesel a 24 cilindri disposti in quattro file da sei su due alberi motore con una potenza nominale di 1000 cavalli. Una scatola ad ingranaggi collegava i due alberi motore alla ventola a doppio stadio installata anteriormente. Il flusso di aria in ingresso era in parte convogliato nell'ugello a valle del motore in modo da produrre una spinta, un'altra parte deviata sul radiatore per il raffreddamento, e una terza immessa nel compressore centrifugo o turbocompressore del motore ed il tutto era avvolto da una gondola aerodinamica. Era prevista la possibilità di incrementare la spinta per brevi periodi grazie all'impiego di un postbruciatore.
La versione successiva, dotata di motore a due tempi a 16 cilindri disposti in quattro file ad X con una potenza nominale di 800 cavalli, era caratterizzata da migliori caratteristiche di peso e compattezza ed adottava un solo albero motore. Era prevista una ventola a tre stadi di grande diametro. I tubi di scarico convergevano in una serie di collettori anulari in grado di cedere calore al flusso di aria.

### HeS 60
L'ultimo prototipo differiva dai precedenti per la presenza di una turbina in grado di recuperare parte dell'energia dal flusso dei gas di scarico e dell'aria in uscita dal motore. La sovralimentazione era assicurata da un compressore meccanico e garantiva delle riserve di extrapotenza limitatamente ad alcune fasi di volo, garantendo un consumo limitato in crociera. Era costituito da 32 cilindri disposti in 8 file da 4 in una doppia configurazione ad X. La potenza nominale era di 1000 cavalli che potevano salire, per brevi periodi, a 2000 grazie alla sovralimentazione. I quattro alberi motore erano ingranati su uno centrale a sua volta connesso alla ventola. L'ugello era a geometria variabile grazie a delle pareti mobili poste alla fine del motore.

## Versioni
| Versione | Tipo motore            | Peso   | Spinta a secco                      | Spinta con postbruciatore             |
| -------- | ---------------------- | ------ | ----------------------------------- | ------------------------------------- |
| HeS 50d  | 24 cilindri, Diesel    | 678 kg | 950 kgf a 0 km/h 325 kgf a 800 km/h | 1800 kgf a 0 km/h 2000 kgf a 800 km/h |
| HeS 50z  | 16 cilindri, due tempi | 370 kg | 550 kgf a 0 km/h 400 kgf a 800 km/h | 850 kgf a 0 km/h 700 kgf a 800 km/h   |
| HeS 60   | 32 cilindri, due tempi | 800 kg | 525 kgf a 0 km/h 425 kgf a 800 km/h | 1200 kgf a 0 km/h 1100 kfg a 800 km/h |